# Brezovo Polje (Glina)
Brezovo Polje is een plaats in de gemeente Glina in de Kroatische provincie Sisak-Moslavina. De plaats telt 35 inwoners (2001).